# Vicente Lleó Cañal
Vicente Lleó Cañal (Sevilla, 1947-Sevilla, 2021) fue un historiador del arte español.

## Biografía
Nacido en Sevilla en 1947, se licenció en 1974. Su tesis doctoral, de 1978, dirigida por Concepción García Gaínza, se tituló Nueva Roma. Mitología y Humanismo en el Renacimiento sevillano (eds. 1979, 2001 y 2012). Fue profesor en la Escuela Técnica Superior de Arquitectura (1975-1997, de ayudante a catedrático) y en la Universidad de Sevilla (1997-2017). También fue Research Assistant de Sir John Elliott en Princeton (1982-1983), visiting en la University of Michigan (1985) y fellow en el CASVA (1987) de Washington.
Entre sus publicaciones se encontraron títulos como Fiesta grande: el Corpus Christi en la historia de Sevilla (1980), Discursos festivos: en que se pone la descripción del ornato e invenciones que en la Fiesta del Sacramento la Parrochia Collegial y Vezinos de Sant Salvador hizieron, por el licenciado Reyes Messia de la Cerda (1985), La Sevilla de los Montpensier: segunda corte de España (1997), La Casa de Pilatos: biografía de un palacio sevillano (1998 y 2017), El Alcázar de Sevilla y Museo-Palacio de la Condesa de Lebrija: Sevilla (2002), Visiones de la Real Fábrica: el sitio de la Universidad de Sevilla (2011) y El palacio de las Dueñas (2016).
Estudió la intelligentsia sevillana de los siglos XVI y XVII, a Velázquez, los Medinaceli, el gusto por las antigüedades y el coleccionismo, las relaciones de Sevilla con Italia y a historia de las excepciones de la religiosidad sevillana y su relación de esta con el arte. Sus textos aparecieron en diversos catálogos de exposiciones y en revistas tanto españolas como de otros países, como The Burlington Magazine, Revue de l’art y Napoli Nobilissima. Colaboró en Revista de Libros. Fue miembro de la Fundación Casa Ducal de Medinaceli desde 1996; de la Real Academia de Buenas Letras de Sevilla (2007, con un discurso titulado Ut pictura poesis (Pintores y poetas en la Sevilla del Siglo de Oro); y correspondiente de la Real Academia de la Historia (2018). Falleció el 4 de febrero de 2021 en Sevilla.